# 23928 Darbywoodard
23928 Darbywoodard è un asteroide della fascia principale. Scoperto nel 1998, presenta un'orbita caratterizzata da un semiasse maggiore pari a 2,9795074 UA e da un'eccentricità di 0,0740163, inclinata di 2,48117° rispetto all'eclittica.